# 高玉臣
高玉臣（1937年—2005年），中国固体力学专家。

## 生平
生于吉林长春。1960年毕业于北京大学数力系，1966年清华大学力学系研究生毕业。北方交通大学力学研究所教授。主要研究方向为裂纹尖端场、复合材料细观力学及非线性连续力学。2001年当选为中国科学院院士。